# Macornay
Macornay település Franciaországban, Jura megyében. Lakosainak száma 1027 fő (2022. január 1.). Macornay Lons-le-Saunier, Bornay, Courbouzon, Geruge, Moiron és Montaigu községekkel határos.

## Népesség
A település népességének változása:
| Lakosok száma | 579  | 627  | 780  | 1002 | 1009 | 990  | 974  | 955  | 979  | 1027 |
|               | 1968 | 1982 | 1990 | 2006 | 2013 | 2015 | 2017 | 2019 | 2020 | 2022 |